# Fukagawa (Tokyo)

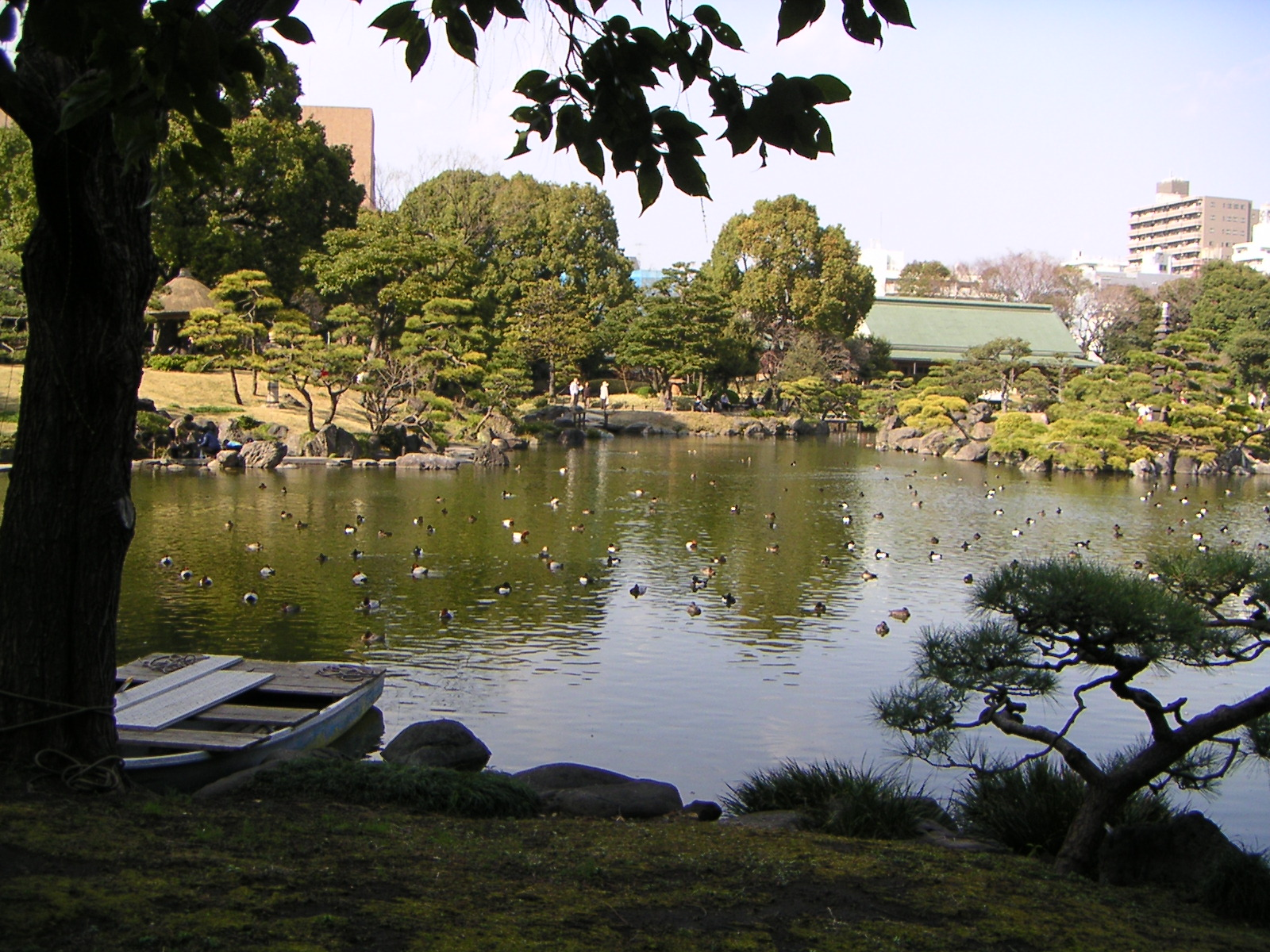
Jardin de Kiyosumi Teien.

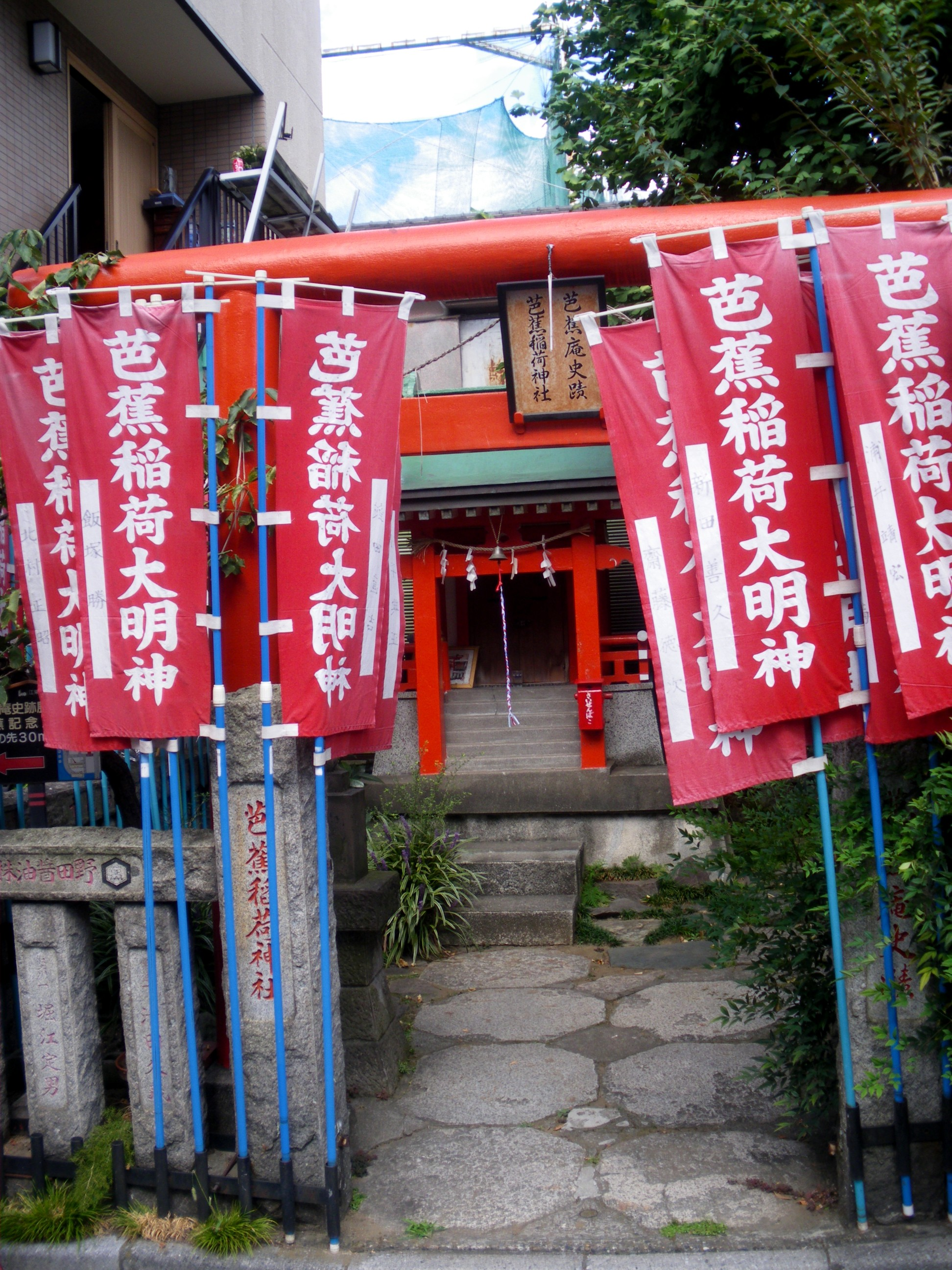
Sanctuaire Bashō Inari.

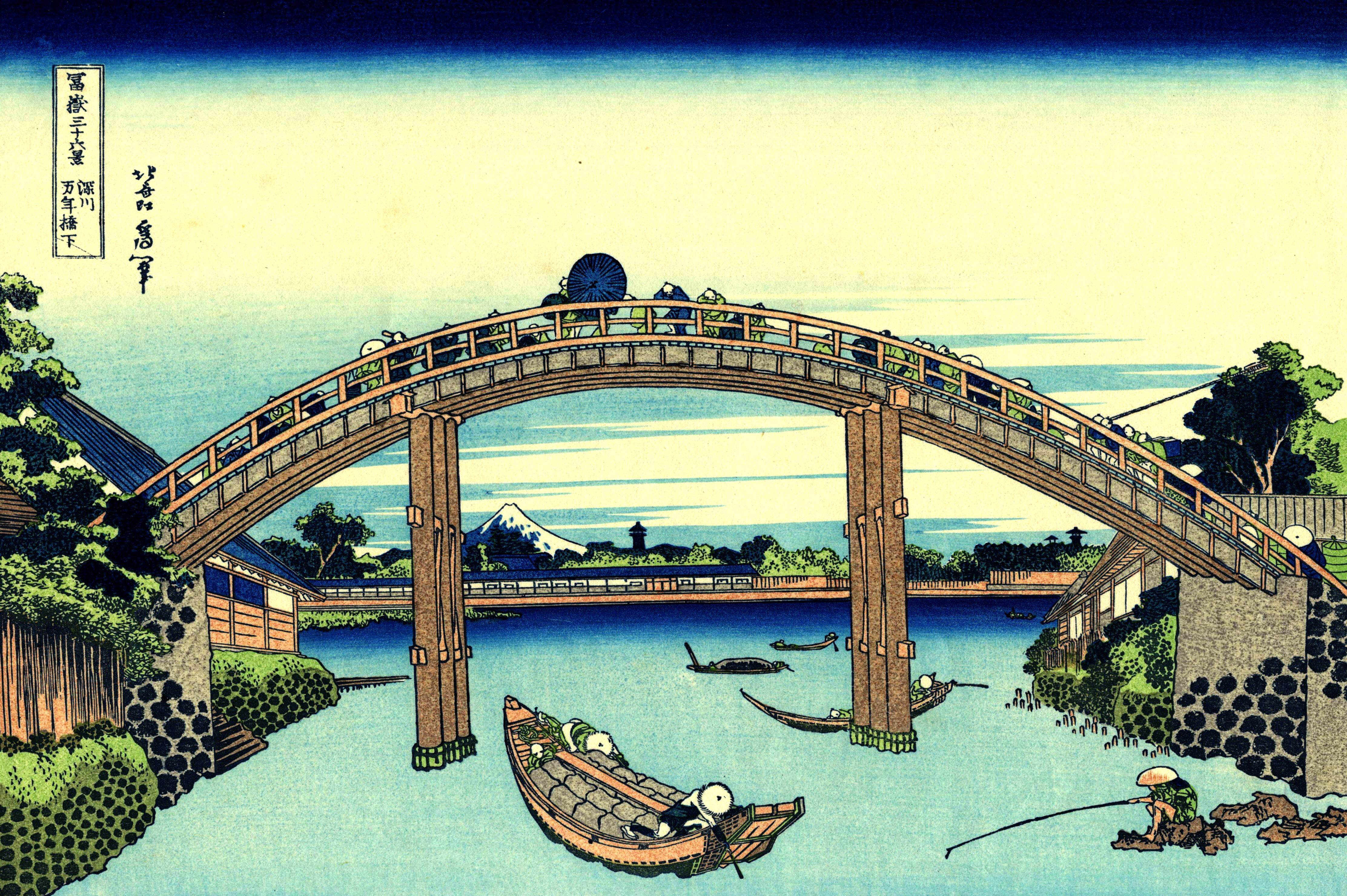
Hokusai

Fukagawa (深川) est un quartier de l’arrondissement de Kōtō-ku à Tokyo au Japon, situé au bord du fleuve Sumida, à 3 km du palais impérial et de la gare de Tokyo. Il est divisé en deux districts et comprend 3 511 habitants.

## Histoire
Le quartier doit son nom à son fondateur, Fukagawa Hachirozaemon. À la suite du grand incendie de Meireki en 1657 et sous commande du shogunat, Hachirozaemon gagne des terres sur la mer pour relocaliser les temples bouddhistes situés sur les rives des rivières Sumida et Onagi. La zone est principalement occupée par des pêcheurs et compte alors avec près de mille habitants.
Le village est officiellement nommé Fukagawa-Sagamachi en 1695. Grâce à la construction d'une grande quantité de greniers à riz, la zone devient un important centre de commerce de céréales jusqu'à la Seconde Guerre mondiale.
Fukagawa était aussi jusqu'à la seconde guerre mondiale le quartier où étaient concentrés les entrepôts et négociants de bois de construction pour la ville de Tokyo, et les services de barges qui les desservaient. Ces activités de commerce de bois ont été décrites sur différentes gravures et peintures des différents quartiers de Tokyo par des peintres et graveurs célèbres comme Koizumi Kishio, et dans certains livres,,.
Fukagawa est aussi le plus ancien hanamachi (花街, quartier de geishas) au Japon. Les geishas de Fukagawa sont connues sous le nom de haori geisha ou tatsumi geisha, dû au fait du port du haori, une veste de kimono qui était exclusive aux hommes, auparavant.
En 1947, Fukagawa est incorporé à l'arrondissement de Kōtō. Au cours des suivantes décennies, la construction de ponts le long de la rivière Sumida permet un meilleur accès à Fukagawa.
Le quartier est historiquement connu pour avoir accueilli le poète Matsuo Bashō, qui vécut de 1680 à 1689 à Morishita, au nord de Fukagawa, ainsi que le pharmacologue Gennai Hiraga et le cartographe Tadataka Inō. C’est aussi le lieu de naissance du célèbre cinéaste Yasujirō Ozu.
L’intérêt principal du quartier réside aujourd'hui dans ses parcs et ses temples.

## Lieux remarquables
- Musée Fukagawa Edo 深川江戸資料館 (Fukagawa Edo Shiryōkan?) : créé en 1986, le musée héberge une reproduction grandeur nature du quartier tel qu’il était dans les années 1830, durant l’ère Edo, ainsi qu’une collection d’images présentant la vie quotidienne de l’époque.
- Jardins Kiyosumi Teien (清澄庭園, Kiyosumi Teien?) : autrefois propriété d’un daimyo puis de Iwasaki Yatarō, fondateur de la société Mitsubishi, les jardins s’étendent sur 81 hectares et ont été aménagés dans le style Kaiyu-shiki-rinsen-teien, typique de l’ère Meiji, c’est-à-dire jardins-promenade avec arbres et étang. Il comprend ainsi un étang, peuplé d’oiseaux et agrémenté de plusieurs petites îles, de collines artificielles, de rochers précieux et d’une flore très variée : cerisiers, pruniers, pins noirs, rhododendrons, hortensias, iris, azalées, daphnés, camélias, etc. Le 31 mars 1979, le jardin fut classé Site exceptionnel par la ville de Tokyo.
- Pont Umibe (海辺橋, Umibe-bashi?) : ce pont qui enjambe la rivière Sendai-bori fut le point de départ du voyage du poète Matsuo Bashō en 1689 durant lequel il écrivit son anthologie « Oku no hosomichi ». Sa statue de bronze se trouve à l’extrémité sud du pont.
- Temple Fukagawa Enma (深川閻魔堂, Fukagawa Enma-dō?) : fondé en 1629 et également connu sous le nom de Kentai-san Hojo-in, ce temple est dédié au dieu Enma, version bouddhiste japonaise du dieu hindou Yama, le dieu de la Mort. À l’intérieur se trouve une statue du dieu Enma de 3,5 mètres, des urnes contenant les cendres des défunts et des peintures de l’au-delà, les procès et jugements qu’endurent les défunts ayant eu une mauvaise conduite dans leur vie et n’ayant par gardé les enseignements du Bouddha.
- Temple Fukagawa Fudoson (深川不动尊, Fukagawa Fudoson?) : édifié en 1703 pour remercier la vague de prospérité qui avait touché la ville d’Edo, ce temple bouddhiste de la secte Shingon est connu pour être le temple dédié à la sécurité routière : les fidèles prient pour être en sécurité sur les routes et beaucoup de voitures attendent sur le parvis pour y être bénies.
- Parc de Kiba (木場公園, Kiba Koen?) : ce parc de 24 hectares est divisé en deux parties par la rivière Sendai-bori qui la traverse d’ouest en est. La partie nord du parc possède six courts de tennis, une aire sportive, une aire de jeux et accueille le Musée d'art contemporain de Tokyo. La partie sud est un endroit idéal pour le pique-nique et comprend un grand espace vert, une aire de barbecue, une piste d’athlétisme et des jardins botanique. Un grand pond piétonnier relie les deux parties du parc.
- Musée d'art contemporain de Tokyo (東京都現代美術館, Tōkyō-to gendai bijutsukan?) : Grosse masse de béton armé, le musée se situe à l’extrémité nord du parc de Kiba. Il a ouvert en mars 1995 et présente une grande collection d’art contemporain japonais et international d’après-guerre. Sa collection permanente de compose de 4 000 œuvres parmi lesquelles se trouvent des œuvres d’Andy Warhol, Roy Lichtenstein, David Hockney et Gerhard Richter.
- Sanctuaire Tomioka Hachiman (富岡八幡宮, Tomioka Hachiman-gū?) : Fondé en 1627 et dédié au Dieu Hachiman, ce sanctuaire entouré de jardins boisés fut reconstruit plusieurs fois à la suite de plusieurs incendies et des bombardements de la Seconde Guerre mondiale. Il est à l’origine du Kanjin-zumo (勧进相扑), ancêtre de l’actuel sumo professionnel, et possède de nombreuses dédicaces aux yokozuna gravées sur des tablettes de pierre.
- Temple Mantoku-in (万徳院, Mantoku-in?) : Ce petit temple au faible intérêt architectural possède un cimetière dans lequel ont été enterrés de nombreux lutteurs de sumo.
- Sanctuaire Bashō Inari (芭蕉稲荷神社, Bashô-inari-jinja?) : Dédié à Matsuo Bashō, ce petit temple possède des représentations de pierre de la célèbre grenouille tirée de ses poèmes, ainsi que d’autres monuments dédiés au poète.
- Matsuo Bashô Memorial Park (松尾芭蕉記念公園, Matsuo Bashô kinen kôen?) : Le parc est dominé par la statue de bronze du poète Bashô et comprend également des bananiers japonais et un étang.
- Musée Bashô (芭蕉記念館, Bashô Kinenkan?) : Petit musée consacré à Bashô composé d’une présentation vidéo et de rouleaux calligraphiés présentant les œuvres et la vie du poète.